# Мадридские воды
«Мадридские воды» или «Воды Мадрида» (исп. El Acero de Madrid) — комедия испанского драматурга Лопе де Веги, написанная предположительно между 1606 и 1612 годами и опубликованная в 1618 году в составе «XI части комедий Лопе де Вега» (издана в Мадриде и Барселоне). В 1618 году автор включил «Мадридские воды» в перечень своих пьес, дополнивший второе издание романа «Странник в своём отечестве».
Переработки пьесы создавали испанец Агустин Морето («Издалека придёт», XVII век), датчанин Хольберг («Путешествие к источнику», XIX век). В 1869 году «Мадридские воды» были переведены на французский язык, в 1945 — на русский.